# Sporting Clube de Portugal (volley-ball)
Pour le club omnisport, voir Sporting Clube de Portugal (omnisports).
Le Sporting Clube de portugal est un club portugais de volley-ball basé à Lisbonne, Portugal. Il s'agit d'une section du club omnisports Sporting Clube de Portugal.

## Palmarès
- Championnat du Portugal (6)
  - Vainqueur : 1953–54, 1955–56, 1991–92, 1992–93, 1993–94, 2017–18
- Coupe du Portugal (3)
  - Vainqueur : 1990–91, 1992–93, 1994–95
- Supercoupe du Portugal (3)
  - Vainqueur : 1990-91, 1991–92, 1992–93